# Хамутцких, Вадим Анатольевич
Вади́м Анато́льевич Хамутцки́х (26 ноября 1969, Аша, Челябинская область — 31 декабря 2021, Белгород) — советский и российский волейболист, тренер, заслуженный мастер спорта России.

## Биография
Вадим Хамутцких начинал заниматься волейболом в 1977 году в спортивной секции города Аша под руководством Анатолия Алексеевича Порошина. Затем воспитывался в свердловском спортинтернате, откуда в 1989 году был приглашён в команду мастеров «Торпедо» (Челябинск), выступавшую во второй лиге чемпионата СССР.
Через год Хамутцких был призван в военно-строительные отряды, служил в Архангельской области и Коми АССР. После увольнения из армии вернулся к тренировкам в ростовском СКА, из которого в 1993 году был приглашён в белгородский «Локомотив». В составе команды Геннадия Шипулина выступал до 2006 года, за исключением двух сезонов, проведённых в турецком клубе «Эрдемирспор» из города Эрегли, и стал шестикратным чемпионом России, шестикратным обладателем Кубка страны, двукратным победителем Лиги чемпионов.
11 мая 1996 года в Пекине в матче Мировой лиги с командой Японии Вадим Хамутцких дебютировал в сборной России; в том же году вошёл в заявку на Олимпийские игры в Атланте. В 1999 году за победу на Кубке мира ему было присвоено звание заслуженного мастера спорта. На многих турнирах, в том числе Олимпийских играх в Сиднее, где российская сборная завоевала серебряные медали, и в Афинах, где она выиграла бронзу, Хамутцких выполнял функции капитана национальной команды.
В 2005 и 2006 годах при Зоране Гаиче Хамутцких не вызывался в сборную России. Весной 2007 года, несмотря на недостаток игровой практики в казанском клубе «Динамо-Таттрансгаз», он был возвращён в состав сборной её новым тренером Владимиром Алекно и вновь стал капитаном российской дружины. На чемпионате Европы, проходившем в том же году в Москве, Вадима признали лучшим связующим. В 2008 году Хамутцких стал бронзовым призёром Олимпийских игр в Пекине — четвёртой Олимпиады в своей карьере.
В сезоне-2007/08 он выступал за новоуренгойский «Факел», после пекинской Олимпиады вернулся в «Белогорье». Даниэле Баньоли, сменивший Владимира Алекно на посту главного тренера сборной России, также не обошёлся без помощи многоопытного связующего, и Хамутцких сыграл на чемпионате Европы в Турции. Всего он провёл 237 официальных матчей за сборную России, набрал 421 очко и 80 отыгранных подач.
В 2009—2011 годах Вадим Хамутцких играл за «Ярославич», с лета 2011 года — снова в «Белогорье», продолжая оставаться одним из самых харизматичных, эмоциональных и артистичных российских волейболистов, не утрачивая отличительных черт своей игры — изобретательных и быстрых передач, нестандартных подач, «фирменных» обманных ударов-скидок двумя руками.
Вадим Хамутцких был первым российским игроком, выступавшим в национальных соревнованиях не под фамилией, а под прозвищем — с сезона-2011/12 волейболист носил майку с надписью «Борода». Для матчей за сборную России Хамутцких с 2007 года использовал своё имя, играя в майке с надписью Vadim.
С ноября 2012 года Вадим Хамутцких выступал за «Белогорье» в качестве играющего тренера, с января 2013 года играл за «Ярославич». На Матче звёзд-2013 выполнял обязанности главного тренера команды Тетюхина, а в следующем году Матч звёзд был посвящён чествованию Хамутцких и его многолетнего партнёра по сборной России Константина Ушакова.
В июне 2013 года Вадим Хамутцких назначен главным тренером «Газпрома-Югры», одновременно входил в заявку сургутской команды в качестве игрока, выходил на площадку в двух стартовых матчах чемпионата России, но по ходу сезона сосредоточился на тренерской работе. Под его руководством «Газпром-Югра» заняла 4-е место в Кубке России, что явилось лучшим достижением клуба за всё время участия в этом соревновании, а в чемпионате страны стала восьмой, проиграв серию плей-офф нижегородской «Губернии». По окончании сезона Хамутцких подал в отставку с поста главного тренера сургутской команды.
С октября 2014 года работал старшим тренером «Технолога-Белогорья» — второй команды белгородского клуба, выступавшей в высшей лиге «Б» чемпионата России, в сентябре 2015 года вошёл в штаб основной команды. В сезоне-2015/16 работал в ней в должности старшего тренера. C 2019 года возглавлял «Технолог-Белогорье» и команду Молодёжной лиги «Белогорье»-2.
Умер 31 декабря 2021 года от остановки сердца.

## Достижения

### Со сборной России
- Серебряный призёр XXVII Олимпийских игр (2000).
- Бронзовый призёр XXVIII Олимпийских игр (2004).
- Бронзовый призёр XXIX Олимпийских игр (2008).
- Серебряный призёр чемпионата мира (2002).
- Серебряный (1999, 2007) и бронзовый призёр чемпионатов Европы (2001, 2003).
- Обладатель Кубка мира (1999), серебряный призёр Кубка мира (2007).
- Победитель Мировой лиги (2002), серебряный (1998, 2000, 2007) и бронзовый (1996, 1997, 2001, 2008) призёр Мировой лиги.
- Серебряный призёр Евролиги (2004).

### В клубной карьере
- 7-кратный чемпион России (1996/97, 1997/98, 2001/02, 2002/03, 2003/04, 2004/05, 2006/07), 4-кратный серебряный призёр чемпионата России (1994/95, 1995/96, 1998/99, 2005/06).
- 6-кратный обладатель Кубка России (1995—1998, 2003, 2005).
- 2-кратный победитель Лиги чемпионов (2002/03, 2003/04), бронзовый призёр Лиги чемпионов (2004/05, 2005/06).
- Победитель (2008/09) и серебряный призёр (2001/02) Кубка Европейской конфедерации волейбола.
- Бронзовый призёр Кубка обладателей кубков европейских стран (1996/97).

### Личные
- Лучший подающий «Финала восьми» Мировой лиги (2002).
- Лучший связующий «Финала четырёх» Лиги чемпионов (2002/03).
- Лучший связующий чемпионата Европы (2007).
- Участник Матчей звёзд России (2008, 2009, 2010, 2011, 2012 — в качестве игрока, 2013 — в качестве тренера, 2014 — как игрок и тренер).

### В тренерской карьере
В должности старшего тренера «Белогорья»
- Бронзовый призёр чемпионата России (2015/16).
- Финалист Кубка России (2015).

## Награды и звания
- Заслуженный мастер спорта России (1999)[21].
- Орден Дружбы (2 августа 2009) — за большой вклад в развитие физической культуры и спорта, высокие спортивные достижения на Играх XXIX Олимпиады 2008 года в Пекине[22].
- Медаль ордена «За заслуги перед Отечеством» I степени (4 ноября 2005) — за большой вклад в развитие физической культуры и спорта, высокие спортивные достижения на Играх XXVIII Олимпиады 2004 года в Афинах[23].
- Медаль ордена «За заслуги перед Отечеством» II степени (19 апреля 2001) — за большой вклад в развитие физической культуры и спорта, высокие спортивные достижения на Играх XXVII Олимпиады 2000 года в Сиднее[24].

## Личная жизнь
Выпускник Московского педагогического государственного университета (1994) и Белгородского государственного университета (2003).
Жена Татьяна, дочь Олеся (кандидат в мастера спорта по волейболу), дочь Станислава.